# Дом Юзов
Дом Юзов (ул. Клиническая, рядом с роддомом № 6) — построен в Юзовке (старое название Донецка) для семьи Джона Юза. Это второй по счёту дом Джона Юза в Юзовке. Вначале у него было временное жилище в поместье помещицы Смоляниновой и представляло собой саманную хату, крытую соломой.
Первый, одноэтажный дом для себя и сыновей Джон Юз начал строить недалеко от своего производства. Сейчас это место находится на территории Донецкого металлургического завода, возле административного здания электросталеплавильного и обжимного цехов.

## История
Фундамент дома заложен осенью 1873 года. Летом 1874 года построен одноэтажный дом из 8 комнат в 1,5 км к юго-западу от Юзовского металлургического завода. Фасад был выполнен из красного кирпича. Крыша покрыта железом. За домом находились хозяйственные постройки: кухня, флигель для прислуги, погреб, сарай для угля и дров, конюшня, псарня. Также за домом был заложен большой сад. Усадьба Юзов была ограждена забором из дикого песчаника. В заборе были деревянные ворота, которые были обрамлены прямоугольной аркой из кирпича. Перед фасадом дома были разбиты клумбы с цветами и проложены дорожки из камня. От металлургического завода в дом были проведены водопровод и электричество.
Сначала Юз жил в доме со старшими сыновьями, затем из Англии в Юзовку приехали его жена, дочь и младший сын. Жене и дочери одноэтажный дом не понравился. Джон Юз стал искать архитектора, который бы спроектировал двухэтажный особняк. Проекты российских архитекторов Юза не устроили и он нанял архитектора из Англии. Работа над проектом была прервана в 1880 году сначала из-за смерти младшего сына, а затем жены Юза и была возобновлена в 1883 году. В это время архитектор приехал в Юзовку, и предложил проект пристройки к фасаду одноэтажного здания, которое к тому моменту уже было построено, двухэтажного особняка с учётом сохранения зелёных насаждений усадьбы. К постройке приступили в 1887 году. Смерть Джона Юза в 1889 году прервала строительство, но затем оно было продолжено старшими сыновьями Юза. Одновременно со строительством велась реконструкция внутренних помещений в одноэтажной постройке. Летом 1891 года все работы по строительству дома были окончены. Осенью этого же года братья Юзы начинают жить в новых апартаментах вместе со своими семьями.
Юзы жили в доме до 1903 года, затем уехали из Юзовки навсегда. После их отъезда до 1907 года в доме жил управляющий заводом Андерсон, но после травмы, полученной на заводе, уехал в Англию. Новый управляющий Адам Свицын прожил в доме до 1918 года, пока завод не был национализирован большевиками. Долгое время дом был известен под названием «Дом Свицына». В годы Гражданской войны дом Юзов частично был разграблен. В 1920—1930-е годы в доме жили директора металлургического завода. В годы Великой Отечественной войны рядом с одноэтажной постройкой разорвалась авиабомба, которая снесла крышу и западную стену этой постройки. Эта же бомба повредила крышу двухэтажного особняка. В послевоенное время крышу и стену одноэтажного особняка отремонтировали, а двухэтажный дом долго не восстанавливали. Одно время дом распродавали на кирпичи. В начале 1980-х годов частично отремонтировали его крышу.
После войны в доме располагались роддом, артель по производству безалкогольных напитков, артель общества глухонемых. С конца 1990-х годов здание было арендовано предприятием закрытого типа. Новые владельцы построили вокруг дома гаражи и обнесли забором. На территорию прилегающую к дому не пускают посторонних, в том числе журналистов и сотрудников Донецкого областного краеведческого музея.

## Внешний вид
Особняк был построен из кирпича местного производства и выполнен в формах стиля ренессанс. Кирпич был розовато-алого цвета. На первом этаже находилась терраса с ренессансной аркадой. На втором этаже был балкон, ограждённый фигурной решёткой. На балконе также были круглые колонны. Окна были большие, прямоугольные. Верхние своды окон были украшены прямоугольными узкими выступами. Железная крыша была окрашена в зелёный цвет. Верхняя часть крыши была увенчана узорчатой чугунной решёткой. От парадного входа во двор вела пологая лестница небольшой высоты и ширины. Двор был замощён брусчаткой. Во дворе располагались цветочные клумбы, фонтаном и беседки. Беседки были увиты плющом и диким виноградом. Дом был построен на возвышении и гармонировал с усадьбой. С балкона второго этажа был виден весь посёлок Юзовка и металлургический завод.

## Галерея

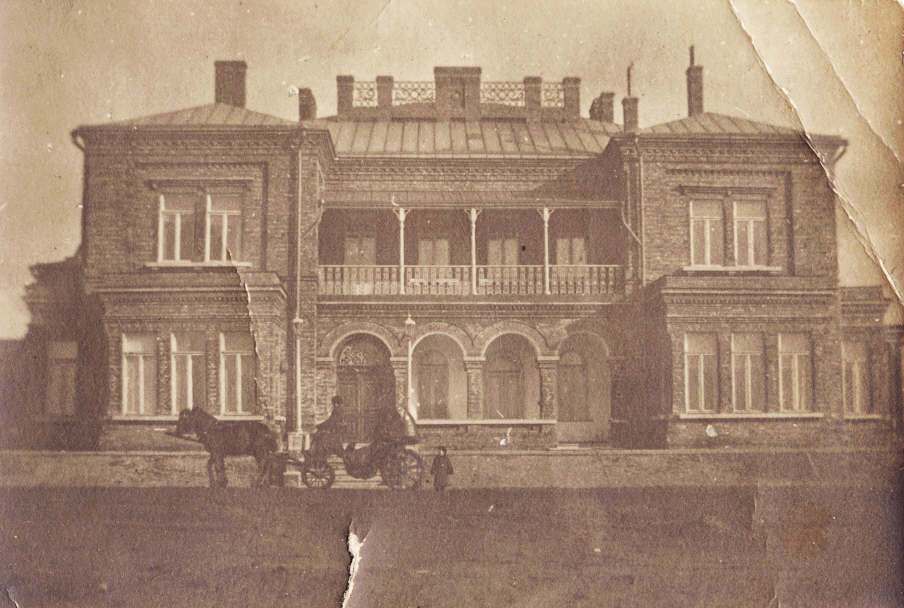
Фотография дома Юзов, 1900 год
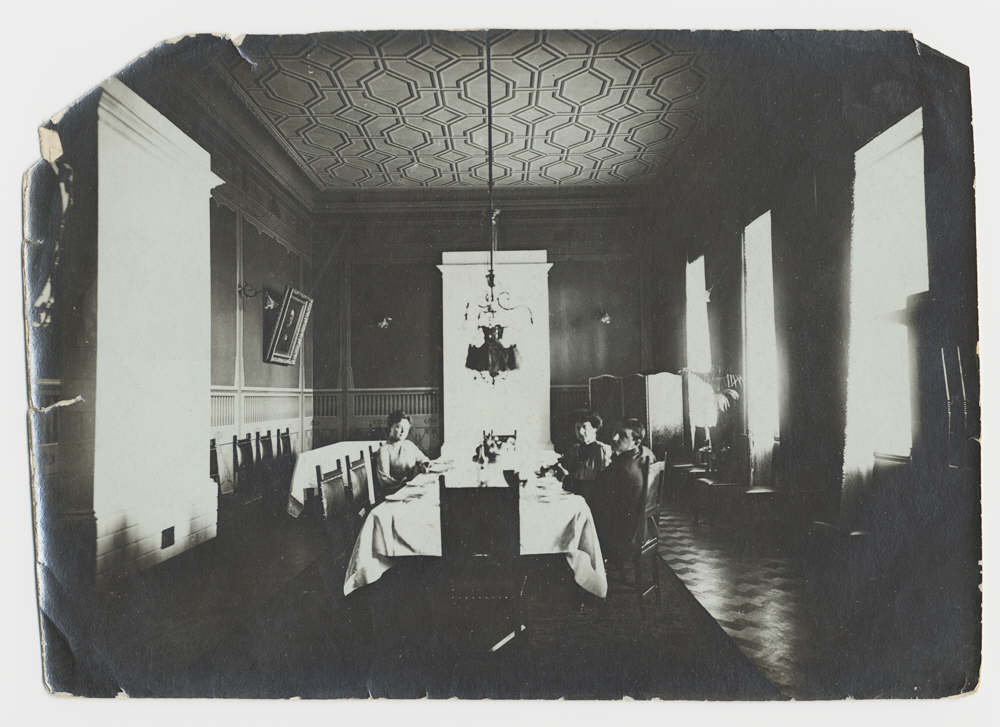
Столовая в доме Юзов, 1900 год
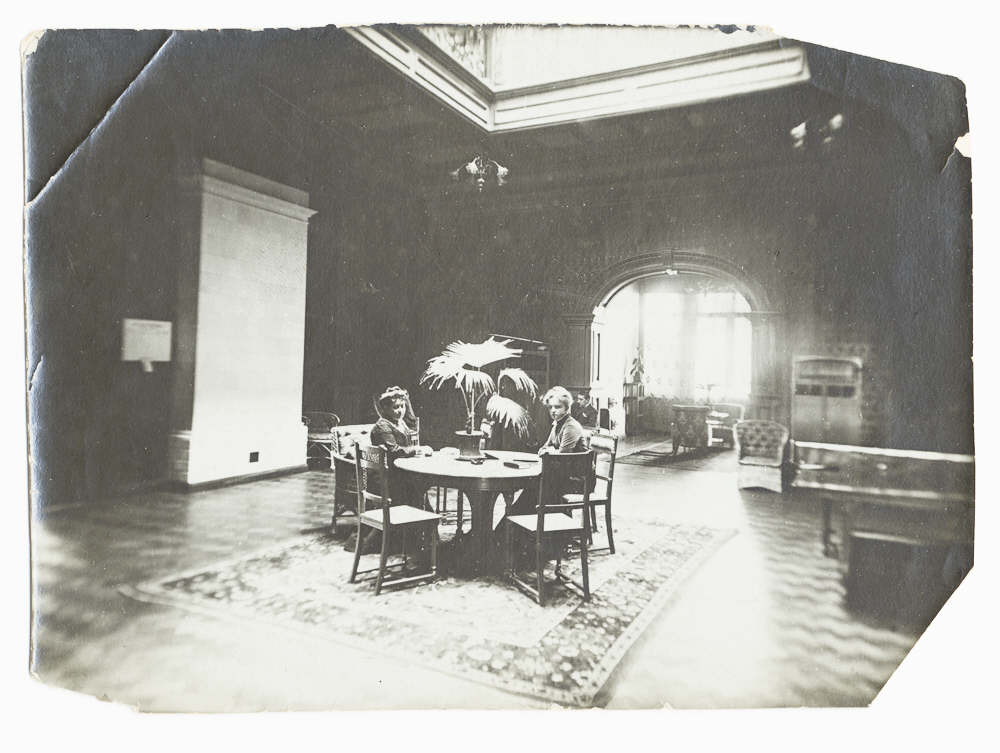
Гостиная в доме Юзов, 1900 год
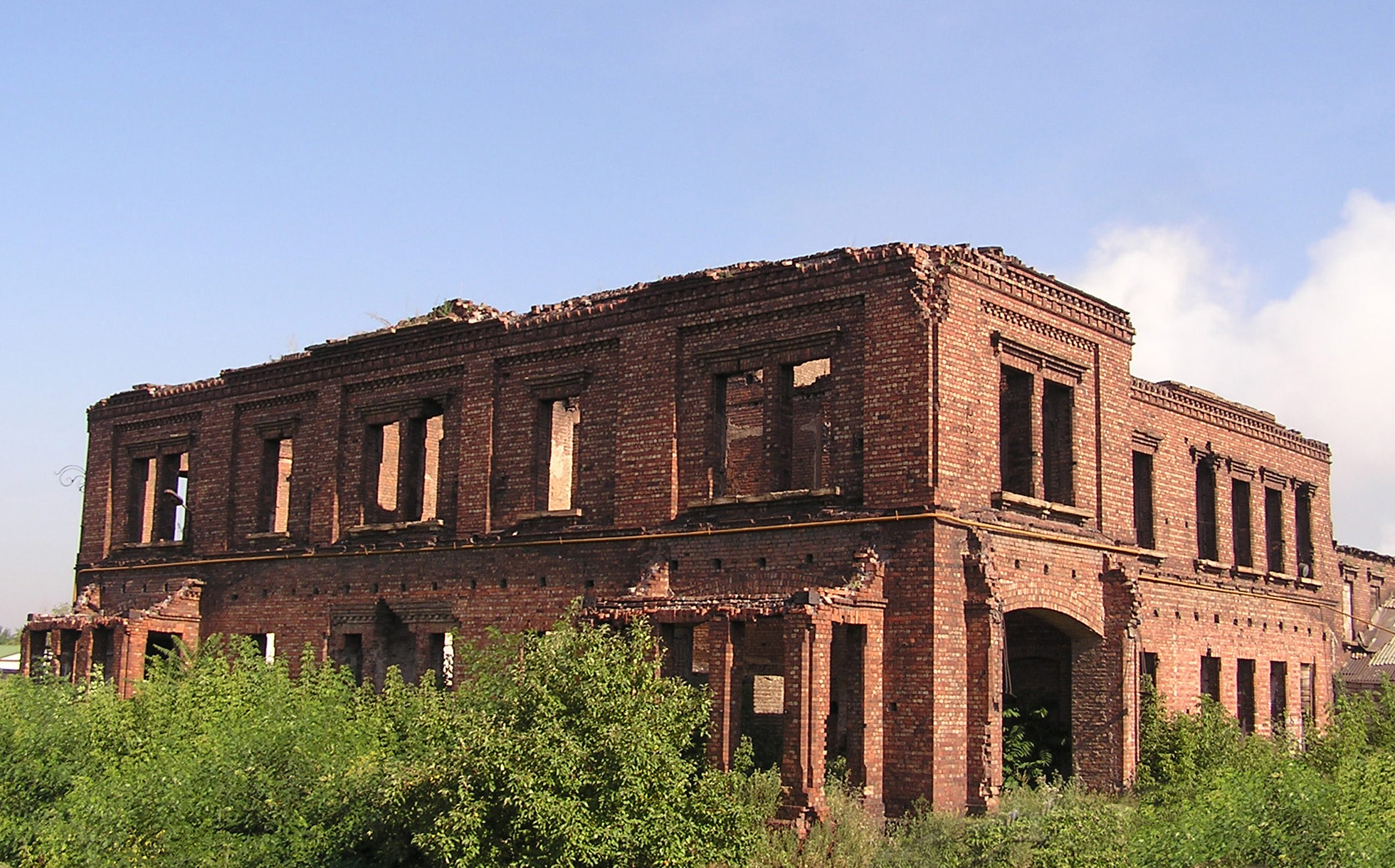
Современный вид дома, 2006 год

## Публикации
- Привалова О. Я. Дом Юзов / Строительство и ремонт — № 4 — 2006
- Особняк Юза превратят в «консерву»/ Панорама — № 29(1834) — 2009 — 16-22 июля